# Manuel Piar
Manuel Carlos María Francisco Piar Gómez (Willemstad, colonia de la Compañía Neerlandesa de las Indias Occidentales, 28 de abril de 1774-Angostura del Orinoco, República de Venezuela 16 de octubre de 1817) fue un militar hispano-venezolano nacido en Curazao, prócer de la Independencia de Venezuela. Y además dentro de los canales de la historia republicana venezolana es reconocido como el Libertador de Guayana y Generalísimo Invicto, por haber disputado 24 batallas y no haber sido derrotado. Fue fusilado por orden de Simón Bolívar.

## Primeros años
Nació en Willemstad, Curazao, donde fue bautizado el 28 de abril de 1774. Era hijo de Fernando Alonso Piar y Lottyn, un piloto mercante español originario de las Islas Canarias, y de la mulata María Isabel Gómez nacida en Curazao. Llegó a La Guaira en 1785, residenciándose en la Comunidad del Cardonal, en la calle del medio cerca de la plaza principal en una residencia que fue destruida por terremoto de 1812, posteriormente se desplazan a la ciudad Caracas y de allí a la ciudad de Angostura donde transcurre su vida militar, junto a su madre, María Isabel Gómez. Piar fue un autodidacta, llegó a ser conocedor de varios idiomas.

## Prócer de la independencia de Venezuela
A los 23 años, expresó su voluntad de ayudar a la independencia de Venezuela en 1797.[cita requerida] Huyendo de Venezuela, comandó un buque haitiano a las órdenes de generales negros. Al estallar la guerra de independencia, pasó a servir a los independentistas como alférez de navío bajo el mando del general Francisco de Miranda, tomando parte en acciones en Puerto Cabello y en el combate de Sorondo en Guayana en 1812. Tras la caída de la Primera República se refugió en la colonia británica de Trinidad (actual Trinidad y Tobago). Con el grado de coronel, firmó el "Acta de Chacachacare" junto al grupo de patriotas liderado por el general Santiago Mariño en la Campaña de Oriente. Fue uno de los militares más exitosos en la segunda etapa de la independencia. Formó parte de la expedición libertadora que desembarcó en Güiria en enero de 1813.
Ese mismo año, defendió la ciudad de Maturín de varios ataques; el primero de ellos, llevado a cabo por el gobernador de la Provincia de Barcelona, Antonio Zuazola el 20 de marzo de 1813. Más adelante, el 11 de abril luchó contra el asedio del gobernador de la provincia de Cumaná, Lorenzo Fernández de la Hoz, y el teniente coronel Remigio Bobadilla. Por último, el 25 de mayo resistió los intentos del entonces Capitán General de Venezuela, Domingo de Monteverde. Liberado el oriente del país de las fuerzas realistas, regresó a su vida de marino y organizó la primera escuadrilla naval de Venezuela, con la cual derrotó a los buques enemigos en el Combate naval entre Puerto Francés y Chuspa (18 de noviembre de 1813) y estableció el bloqueo naval de Puerto Cabello, en combinación con el sitio por tierra impuesto por Simón Bolívar.
Se unió a las tropas de Bolívar, llegó a ser General en Jefe a los 43 años de edad, caso único, ascendido por sus propios compañeros de armas y luego ratificado por El Libertador, pero su condición de pardo (nombre de mestizo en la época colonial) le llevó a tener problemas con sus superiores criollos (blancos), incluyendo al propio Bolívar que formaban parte de los mantuanos. Sin embargo, el propio Libertador trató de disuadirlo de sus intenciones,[cita requerida] escribiéndole el 19 de junio de 1817: "... La patria lo necesita a Ud. hoy como lo que es y mañana habrá de necesitarlo como lo que por sus servicios llegare a ser".
Manuel Piar participó en 24 acciones de guerra y sólo igualó en una de ellas, en contra del asturiano José Tomás Boves en el sitio de El Salado en octubre de 1814. Fue héroe de las batallas de  El Juncal (1816) y  San Félix (1817), que prácticamente liberó toda Guayana, y fue él quien en Angostura creó la base de retaguardia que tendría vital importancia en los éxitos de 1819 e invitó a establecerse en ella a Bolívar.

## Discrepancias con Bolívar
Existe la creencia de que, aunque Piar anhelaba la independencia, también deseaba el poder y el derecho político y social de los mestizos, denigrados por el sistema colonial y cuya situación aparentemente no cambiaría con la hipotética derrota de los realistas. La historiografía tradicional afirma que Piar conspiró contra Bolívar y su ejército, que estaba principalmente dirigido por blancos de la oligarquía mantuana de Caracas, con el fin de imponer la pardocracia. Sin embargo, algunos autores han aducido la posibilidad de que la conquista de Guayana por Piar y sus innumerables victorias en el campo de batalla, aunado al aprecio de sus subalternos, crearan ciertos recelos y asperezas en Simón Bolívar, que sería el que terminase conspirando con otros próceres para enjuiciarle y fusilarlo por supuesta traición a la patria. Decía Bolívar en su manifiesto explicativo del 5 de agosto, “el general Piar ha formado una conjuración destructora del sistema de igualdad, libertad e independencia”. 

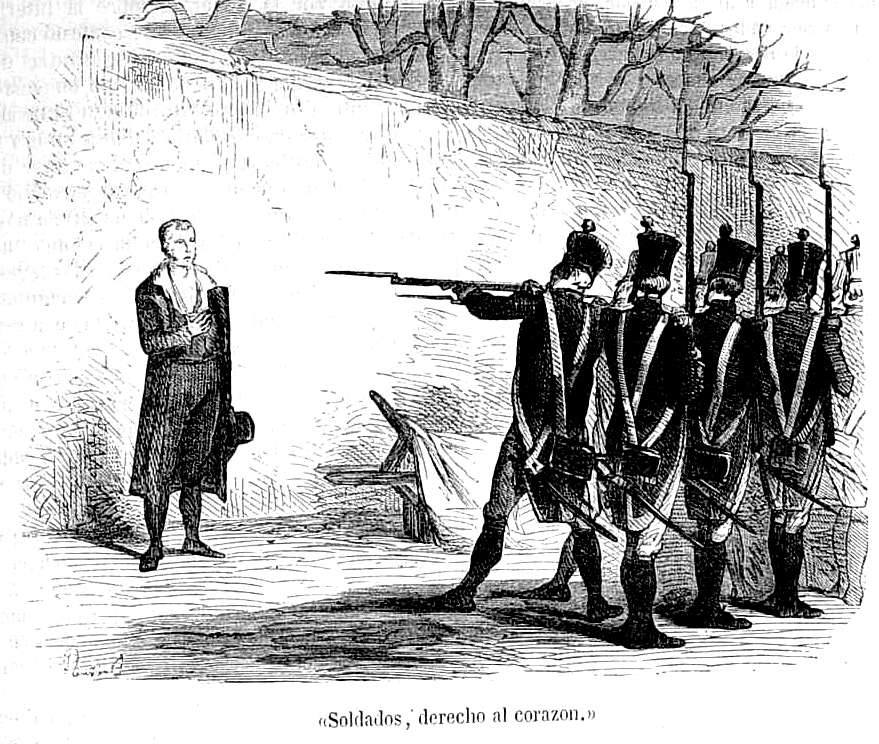
Fusilamiento de Manuel Piar.

Aunque trató de arrastrar a Mariño para que le secundara, Piar se quedó solo. En 1817 fue capturado en Aragua de Maturín por el general Manuel Cedeño, llevado a juicio según el Decreto de Conspiradores de agosto de 1813 y condenado a muerte el 15 de octubre de 1817 en Angostura (actual Ciudad Bolívar) por los delitos de insubordinación, deserción, sedición y conspiración, siendo presidente del Consejo de Guerra su paisano el almirante Luis Brión y el fiscal Carlos Soublette. Fue fusilado al día siguiente. El capitán Fernando Galindo, quien era su enconado enemigo, fue escogido, sin embargo, por el reo como su defensor, logrando este que se desestimasen los cargos de insubordinación y deserción.[cita requerida]

## Polémica sobre el origen y casta de Manuel Piar

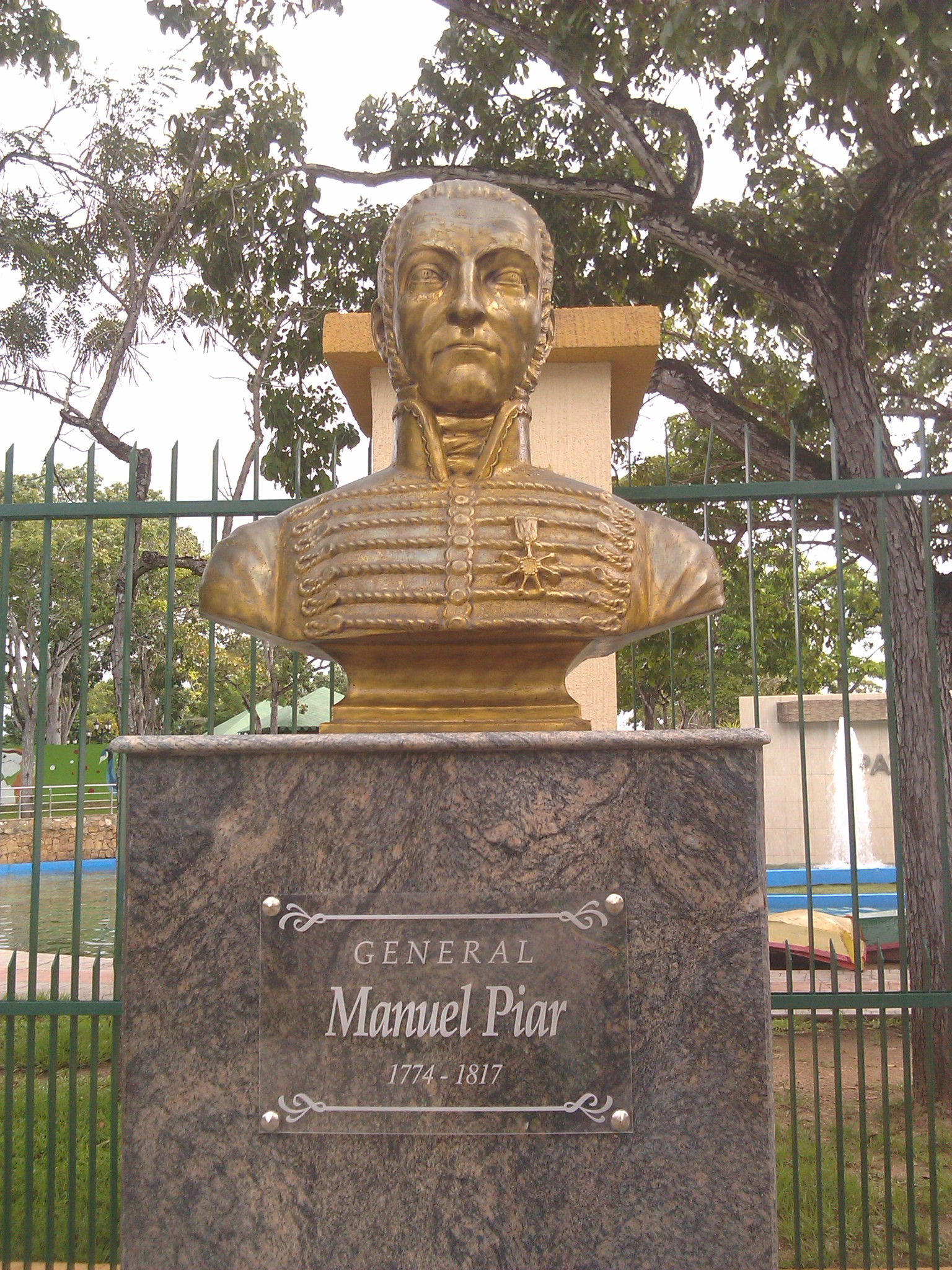
Estatua de Manuel Piar en Maturín.

La historia oficial ha mantenido el origen de Manuel Piar como mulato, hijo de María Gómez y Fernando Piar. Pero historiadores como Francisco Herrera Luque y Bartolomé Tavera Acosta, con base en sus investigaciones, han sembrado polémica en torno a su origen al sugerir que haya sido hijo no deseado de una familia mantuana y hasta sugerido que haya sido hermano bastardo del propio Simón Bolívar.
Una versión muy difundida y fuerte de su misterioso origen es que Piar era hijo bastardo de José Francisco de Braganza, Príncipe Heredero de Portugal y Duque de Braganza (hijo de los Reyes de Portugal María I y Pedro III), y de Belén Jerez de Aristeguieta, una de las famosas Musas Aristeguieta, las hermosas hijas de una familia mantuana caraqueña. De acuerdo a esa versión, el joven heredero de la Corona portuguesa visitó Caracas de incógnito con la falsa identidad de un supuesto Conde de Arcos (un título nobiliario castellano que había desaparecido hacía tiempo reemplazado por el de Duque de Arcos), y tuvo una aventura con la joven mantuana que quedó embarazada y fue recluida en un convento para evitar la vergüenza. Según esta versión, al nacer Piar fue entregado a su padre adoptivo, que recibió una gran suma de dinero de la Corona de Portugal por hacerse cargo discretamente del infante; dinero que dilapidó de forma rápida. La versión se sostiene en testimonios de personas allegadas a Piar o que estaban en condiciones de conocer la verdad (algunos por su cercanía a la rica y famosa familia Aristeguieta); testimonios que circularon incluso en vida del prócer y que fueron recogidos por sus más tempranos biógrafos.
Otra versión menos fuerte asegura que Belén Aristeguieta, la supuesta madre mantuana de Piar, en realidad fue seducida y embarazada por Marcos Ribas y Bethencourt, el padre de José Félix Ribas, a pesar de que Marcos Ribas ya era un hombre muy maduro y Belén una adolescente; según esta versión, entonces Ribas y Piar serían medio hermanos. 
La última de las tres versiones acerca del supuesto origen mantuano de Piar sitúa como las otras dos a Belén Aristeguieta como la madre del prócer, pero atribuye al padre de Simón Bolívar, Juan Vicente Bolívar y Ponte, el haberla seducido y embarazado. Se vale esta versión de hechos como la amistad que unía a Juan Vicente Bolívar con los Aristeguieta y hechos circunstanciales como la frase de Bolívar al momento de escuchar la descarga de los fusiles que mataron a Piar: "He derramado mi propia sangre". Sin embargo, muchos historiadores atribuyen poca credibilidad a esta teoría y justifican la frase de Bolívar a otras razones sentimentales y de camaradería personal y política (incluso masónica) que no tienen que ver con un real lazo de sangre entre ellos.
Toda esta polémica sobre el origen de Piar nace de un supuesto árbol genealógico aparecido en sus archivos, el cual él mismo desmiente, al igual que su abogado Fernando Galindo. Piar asegura que ese árbol genealógico se lo colocaron con la finalidad de perjudicarlo, lo cual podría ser cierto, dado el influjo que tenía sobre los pardos, negros e indígenas, tal y como se puede comprobar en los documentos de la época y en los escritos del médico José Domingo Díaz en la Gaceta de Caracas.  Todos los que le conocieron y escribieron posteriormente sobre él lo catalogan como pardo, existiendo anécdotas de compañeros, como Bermúdez, quien le acusó de mulato y le atacó con la espada cuando le vio hablando una vez con una de sus hermanas, por considerar una deshonra tal actitud.
De acuerdo con las tres versiones que sostienen un origen mantuano de Manuel Piar, este habría sido mucho más joven de lo que indicaban los documentos oficiales, según la cronología de los hechos en relación con la edad de Belén Aristeguieta. En ese caso, su familia adoptiva habría falsificado su edad al momento de levantar los documentos que acreditaban su nacimiento.
Entre los argumentos que respaldan estas versiones se encuentra, entre otros, su apariencia física: piel blanca levemente bronceada por el sol del mar, cabello rubio liso y ojos azul claro, rasgos propios de un hombre blanco caucásico, sin señales visibles de ascendencia africana.